# گیاه‌پارچ لامی
گیاه‌پارچ لامی (نام علمی: Nepenthes lamii)، یک گونه از سرده گیاه‌پارچ‌ها در گینه نو می‌باشد. این گونه در ارتفاعات بالاتر از هر جنس دیگر، تا ارتفاع ۳۵۲۰ متری رشد می‌کند. اگرچه زمانی با گیاه‌پارچ وایلاردی اشتباه گرفته می‌شد و قبلاً به‌عنوان همسان با گیاه‌پارچ مانتیکولا نزدیک به هم تلقی می‌شد، اکنون به‌عنوان گونه‌ای متمایز شناخته می‌شود.

## تاریخ گیاه‌شناسی

### مجموعه‌های اولیه
هرمان یوهانس لام (Herman Johannes Lam)، که این گونه به نام او نامگذاری شده است، تعدادی مجموعه از گیاه‌پارچ لامی را در طول گروه اعزامی ون اوِریم (Van Overeem Expedition) در سال ۱۹۲۰ ساخت. او مواد گل نر و ماده را در ۱۷ اکتبر ۱۹۲۰ در کناره‌های دورمن‌تاپ (Doorman Top) (که اکنون به‌عنوان کوه آنگموک (Mount Anggemuk)) شناخته می‌شود)، پاپوآ غربی، در ارتفاع ۳۲۵۰ متری جمع‌آوری کرد. این نمونه‌ها در مجموع به‌عنوان لام ۱۶۳۷ نامگذاری شده‌اند. لام مجموعه دیگری از گیاه‌پارچ لامی را در روز بعد، ۱۸ اکتبر، این بار از ارتفاع ۳۵۲۰ متری در دورمن‌تاپ یافت. این بالاترین حد ارتفاعی را برای این گونه و برای همه گیاه‌پارچ‌ها نشان می‌دهد. این منونه نیز از هر دو بخش نر و ماده تشکیل شده است و به‌عنوان لام ۱۶۵۴ نامگذاری شده است. هر دو نمونه لام نمایانگر گیاهان کوتوله بسیار کوتاه‌قد هستند. آنها در هرباریوم باغ گیاه‌شناسی بوگور ذخیره شده‌اند.

### گروه‌بندی با گیاه‌پارچ وایلاردی
اولین نویسنده‌ای که نمونه‌های گیاه‌پارچ لامی را توصیف کرد، بی.اچ. دانسر (B. H. Danser) در تک‌نگاشت مهم خود در سال ۱۹۲۸، "The Nepenthaceae of the Netherlands Indies" بود. دانسر نمونه‌های را به عنوان نماینده یک جمعیت دور از گیاه‌پارچ وایلاردی (که قبلاً فقط از کالدونیای جدید ثبت شده بود) تفسیر کرد و از دو نمونه گیاه‌پارچ لامی (پولا ۸۴۳ بیس و لام ۱۶۵۴) برای نشان دادن گونه دوم استفاده کرد (شکل ۲۶ در کتاب خود). تک‌نگاشت). علاوه بر نمونه‌هایی که در بالا ذکر شد، دانسر همچنین داکتر ون لیوون ۱۰۸۳۴ (Docters van Leeuwen 10834) را به‌عنوان نمونه گینه نو از آنچه که گیاه‌پارچ وایلاردی معرفی کرد فهرست کرد.[a] دانسر تفسیر خود از گیاه‌پارچ وایلاردی را چنین توضیح داد:[3]
گیاه‌پارچ وایلاردی تا به امروز فقط از کالدونیای جدید و جزیره کاج‌ها ثبت شده است، اما مطالب جمع‌آوری شده توسط اکتشافات اخیر نشان داده است که حداقل در بخش غربی گینه نو، در کشور اخیر نادر نیست. بیشتر از کالدونیای جدید متفاوت است، اما تشخیص گونه‌های جداگانه برای من غیرممکن به نظر می‌رسید. بیشتر گیاهان کالدونیای جدید شماره پولا ۸۳۴ و گیاهان داکتر ون لیوون هستند. آنها فقط با گیاهان کالدونیای جدید به دلیل اندودومنتوم توسعه‌یافته متفاوت هستند و دریچه آن بیضوی‌تر است و دارای غدد زیادی در سطح زیرین آن است. گیاهان دورمن‌تاپ (لام ۱۶۳۷ و لام ۱۶۵۴) دارای ساقه‌های شدیداً مختصر هستند و بدیهی است که فقط یک شکل واقع در ارتفاع زیاد هستند. آنها مانند گیاهان کالدونیای جدید دارای پلک‌های تقریباً گرد هستند. گیاهان از اریکاتوپ کوچک و ظریف در تمام قسمت‌ها هستند. آنها با اعدادی که برای اولین بار ذکر شد، با پلک‌های بیضوی و بسیار غده‌ای موافق هستند. هنگامی که دیگر اشکال گینه نو شناخته نشد، من در تشخیص آنهایی که از اریکاتوپ به‌طور خاص از کالدونیای جدید می‌آیند تردیدی نداشتم. [...]
زیستگاه این گونه در گینه نو جنگل‌های بکر و درختچه‌ها و قله‌های بی درخت کوه است. در دورمن‌تاپ، جایی که لام گیاهان خود را جمع‌آوری می‌کردم، نمی‌توان انتظار گیاه‌پارچ را داشت، بادها در آنجا بسیار قوی هستند و دما اغلب بسیار پایین است، به گفته لام اغلب زیر نقطه انجماد قبل از طلوع خورشید. این سختی به گیاه‌پارچ وایلاردی شانس پراکندگی مناسبی می‌دهد.
در بیشتر زمان باقی مانده از قرن بیستم، نویسندگان دانسر را در برخورد با گیاه‌پارچ لامی به‌عنوان یک جمعیت جدا شده جغرافیایی از گیاه‌پارچ وایلاردی دنبال کردند. یک نمونه برجسته از این موضوع، تک‌نگاشت متیو جب (Matthew Jebb) در سال ۱۹۹۱، «گزارشی از گیاه‌پارچ‌ها در گینه نو» (An account of Nepenthes in New Guinea) است، [۴] که در آن تصویری از گیاه‌پارچ لامی (شکل ۲۷) به‌عنوان نشان دادن گیاه‌پارچ وایلاردی نشان داده شده است.
در سال ۱۹۹۴، ای. ویستوبیا (A. Wistuba)، اچ. ریشر (H. Rischer)، بی. کیستلر (B. Kistler) و بی. بامگارت (B. Baumgartl) گیاهان وحشی گیاه‌پارچ لامی (که گیاه‌پارچ وایلاردی نامیده می‌شود) را در طول سفر به دورمن‌تاپ در جستجوی گیاه‌پارچ خوشه‌افشان مرموز مشاهده کردند. این گروه در کشف مجدد گونه دوم ناموفق بودند، اما گیاه‌پارچ والا را در کوه پیدا کردند.

### شناخت به‌عنوان یک گونه متمایز
گیاه‌پارچ لامی به‌طور رسمی توسط متیو جب و مارتین چیک در تک‌نگاشت ۱۹۹۷خود، "A skeletal revision of Nepenthes (Nepenthaceae)" توصیف شد.[۲] نویسندگان آن را از گیاه‌پارچ وایلاردی بر اساس تعدادی از ویژگی‌های ریخت‌شناسی پارچ و ایندومنتیوم متمایز کردند. آنها نمونه‌های هولوتیپ و ایزوتیپ را از سری لام ۱۶۳۷ انتخاب کردند. هر دو در هرباریوم باغ گیاه‌شناسی بوگور سپرده شده‌اند. نوع نمونه به‌دلیل نشان دادن پیچک‌های غده‌ای متراکم قابل توجه است. تلقی‌های دقیق بعدی گیاه‌پارچ لامی در تک‌نگاشت به روز شده جب و چیک در سال ۲۰۰۱، گیاه‌پارچیان (تک‌نگاشت ۲۰۰۱) (Nepenthaceae)" و اثر استوارت مکفرسون (Stewart McPherson) در سال ۲۰۰۹، گیاه‌پارچ‌های دنیای قدیم (Pitcher Plants of the Old World)، که شامل عکس‌های زیستگاه رنگی گونه‌ها بود ظاهر شد.

## شرح
حداکثر ارتفاع آن به حدود ۴ متر می‌رسد، اگرچه گیاهانی که به سمت حد ارتفاعی بالای این گونه رشد می‌کنند، درختچه‌های کوتاه رشد هستند. ساقه، که ممکن است منشعب باشد، از نظر مقطع گرد یا زاویه‌دار است و دارای میانگره‌هایی به طول ۸ سانتی‌متر است.
برگ‌ها نازک و بی‌پیچ هستند. برگ (تیغه برگ) معمولاً خطی است، اما ممکن است نیزه‌ای باشد. طول آن به ۲۲ سانتی‌متر در عرض ۵ سانتی‌متر می‌رسد. دارای یک راس حاد تا تیز و یک قاعده منفرد است که ممکن است بیش از ۲ سانتی‌متر در پایین ساقه جریان داشته باشد، اگرچه از این نظر متغیر است. معمولاً سه تا چهار رگه طولی در دو طرف رگبرگ میانی وجود دارند که محدود به یک چهارم انتهایی تا یک سوم برگ هستند، اگرچه ممکن است تعداد آنها به ۵ یا به ۰ برسد رگ‌برگ‌های پینیتی، که ممکن است متمایز باشند یا نباشند، به‌طور مایل از قسمت میانی بیرون می‌آیند و شبکه‌ای نامنظم را در نیمه انتهایی برگ تشکیل می‌دهند. پیچک‌ها ممکن است در برخی از نمونه‌ها غده‌ای متراکم باشند. برگ‌ها معمولاً سرتاسر سبز هستند، اما ممکن است با بنفش متمایل شوند، به‌خصوص در گیاهان کوتاه رشد از ارتفاعات بالاتر. قسمت میانی و پیچک‌ها اغلب زرد هستند و با قرار گرفتن در معرض نور شدید خورشید به رنگ نارنجی تا قرمز در می‌آیند.
پارچ‌های رزت و پایینی معمولاً در نیمه پایه جام پارچ بیضی شکل هستند و به شکل استوانه‌ای در می‌آیند و گاهی کمی قیفی‌شکل در بالای آن قرار می‌گیرند. یک لگن آشکار اغلب این دو قسمت از تله را مشخص می‌کند. پارچ‌های زمینی نیز ممکن است کاملاً بیضی شکل باشند. آنها نسبتاً کوچک هستند، به‌ندرت ارتفاع آنها از ۷ سانتی‌متر در عرض ۳ سانتی‌متر بیشتر می‌شود، اگرچه گاهی به ۱۲ سانتی‌متر در ۴ سانتی‌متر می‌رسند. یک جفت بال (≤۸ میلی‌متر عرض) از سطح شکمی فنجان پارچ می‌گذرد. بالها دارای عناصر حاشیه‌ای تا طول ۵ میلی‌متر هستند. دهانه پارچ زیر پوسته و دارای درج مورب است. دهانه استوانه‌ای است و به طرفین و عقب پهن و پهن‌تر می‌شود و عرض آن تا ۷ میلی‌متر می‌رسد. دارای دنده‌هایی تا ارتفاع ۰٫۵ میلی‌متر و فاصله تا ۰٫۸ میلی‌متر از یکدیگر است. در حاشیه داخلی دهانه، دنده‌ها به دندان‌هایی به طول ۱ میلی‌متر ختم می‌شوند. دریچه پارچ یا کلاهک دایره‌ای تا بیضوی با راس گرد و پایه‌ای گرد به قلب است. هیچ زائده‌ای ندارد، اگرچه خط وسط ممکن است به یک برآمدگی به ارتفاع ۱ میلی‌متر ضخیم شود. طول آن به ۴٫۵ سانتی‌متر در عرض ۳٫۸ سانتی‌متر می‌رسد. سطح پایینی درپوش دارای غدد شهد متعددی است. بیشتر آنها دایره شکل هستند و قطر آنها ۰٫۱ تا ۰٫۲ میلی‌متر است. این نوع در چگالی ۱۵۰۰ تا ۲۰۰۰ سانتی‌مترمربع رخ می‌دهد. غدد بیضوی بزرگتر و طولی ۰٫۴ میلی‌متری و گاهی حتی تا ۳ میلی‌متر در اطراف خط وسط متمرکز شده‌اند. یک خار بدون انشعاب به طول تا ۵ میلی‌متر در نزدیکی پایه دریچه قرار داده می‌شود. ممکن است مسطح شود یا نباشد. پارچ‌های پایینی معمولاً روی سطح بیرونی خود مایل به قرمز هستند و اغلب دارای لکه‌هایی با رنگ قرمز تیره‌تر هستند. سطح داخلی از سفید تا نارنجی روشن متغیر است. دهانه ممکن است نارنجی، از قرمز تا بنفش باشد. دریچه اغلب در سطح زیرین آن مایل به زرد و در سطح بالایی آن به رنگ جام پارچ است. گیاهان کوتاه‌قد از ارتفاعات بالاتر معمولاً پارچ‌های خاکی تیره تولید می‌کنند.
پارچ‌های فوقانی قیفی‌شکل هستند و در یک چهارم قاعده تا یک سوم فنجان پارچ تا حدودی باد می‌شوند و در بالا به شکل استوانه‌ای یا کمی قیفی‌شکل می‌شوند. یک لگن آشکار اغلب این دو قسمت از تله را مشخص می‌کند. به‌ندرت ممکن است کاملاً تخم‌مرغی باشند. تله‌های هوایی به‌طور قابل توجهی بزرگتر از همتایان زمینی خود هستند و به ارتفاع ۱۸ سانتی‌متر در عرض ۵ سانتی‌متر رشد می‌کنند. دنده‌ها به جای بال‌ها وجود دارند. دهانه استوانه‌ای است و تا ۵ میلی‌متر عرض دارد یا به‌طور یکنواخت در سرتاسر پهن است یا در طرفین و عقب کمی منبسط شده است. سایر قسمت‌ها مشابه آنهایی هستند که در تله‌های زمینی یافت می‌شوند. پارچ‌های هوایی معمولاً در سرتاسر مایل به زرد هستند، گاهی با ته‌رنگ‌های نارنجی یا قرمز در نمونه‌های قدیمی‌تر. برجستگی‌های شکمی گاهی کاملاً قرمز است. سطح داخلی ممکن است سفید تا کرم رنگ باشد. رنگ دهانه از زرد تا قرمز متغیر است، در حالی که پلک معمولاً در سراسر آن زرد است. گیاه‌پارچ لامی دارای گل‌آذین خوشه‌ای به طول ۱۴ سانتی‌متر است. دمگل تا ۷ سانتی‌متر از این طول را تشکیل می‌دهد و عرض پایه آن حدود ۲ میلی‌متر است. گل‌ها به‌صورت انفرادی روی ساقه‌هایی (طول ۱۰ میلی‌متر) که فاقد براکت هستند، قرار می‌گیرند. تپال‌ها بیضوی هستند و طول آنها به ۳ میلی‌متر و عرض آن به ۳٫۳ میلی‌متر می‌رسد. آندروفور تا ۲٫۵ میلی‌متر طول دارد و دارای سر بساک به اندازه ۱٫۲۵ میلی‌متر در ۱٫۵ میلی‌متر است. بیشتر قسمت‌های گیاه فاقد اندومنتوم ماندگار و بدون کرک هستند. یک پوشش بسیار نازک از موهای قهوه‌ای کم رنگ و پشمی به اندازه ۰٫۲ تا ۰٫۴ میلی‌متر در قسمت‌های در حال رشد وجود دارد. تنها قسمت‌های بالغی که اندومنتوم را حفظ می‌کنند، گل‌آذین و پیچک‌ها هستند که دارای پوشش بلوغی نامحسوسی از کرک‌های ساده و سیاه به ضخامت ۰٫۳ میلی‌متر هستند.

## بوم‌شناسی
گیاه‌پارچ لامی بومی قله‌های مرتفع استان پاپوآ مرکزی در پاپوآ غربی، گینه نو است، از جمله دورمن‌تاپ (همچنین به سادگی به عنوان کوه دورمن شناخته می‌شود) و کوه اریکا (Erica) از کوه‌های هل‌ویگ(Hellwig) جمعیت‌های قابل توجهی از این گونه در نزدیکی تمباگاپورا (Tembagapura)، یک شهر معدنی (Mining community) واقع در حدود ۱۹۰۰ متری رشته کوه سودیرمن (Sudirman Range)، یافت شده است. گیاه‌پارچ لامی دارای توزیع ارتفاعی ۱۴۶۰ تا ۳۵۲۰ متر از سطح دریا است. بالاترین حد ارتفاعی این گونه نشان دهنده بالاترین ارتفاع شناخته شده در بین هر گونه گیاه‌پارچ‌ها است. این گونه از نظر عادت رشد و قد بسیار متغیر است. در ارتفاعات پایین‌تر، کوهنوردی است که در حال حرکت است که هم به صورت زمینی و هم به صورت گیاه هوازی در زیستگاه‌های مختلف، از جمله جنگل‌های خزه‌ای، بازیابی پوشش گیاهی، بوته‌های باز، و جنگل‌های کوهستانی پایین و بالایی رشد می‌کند. در این مکان‌ها در معرض نور شدید یا مستقیم خورشید قرار می‌گیرد. گیاهان از ارتفاعات بالاتر به تدریج رشد می‌کنند و به‌صورت زمینی در میان بوته‌ها و علف‌های کوهستانی، گرمای کوهستانی، یا در مکان‌های باز با پوشش گیاهی کمی رشد می‌کنند. این نمونه‌های کوتوله فوق‌بلند برخی از پایین‌ترین دماها را نسبت به گیاه‌پارچ‌ها تجربه می‌کنند. دمای شبانه به اندازه ۴ درجه سانتی‌گراد بالاتر از ۳۲۰۰ متر غیرمعمول نیست و در دامنه‌های بالایی دورمن‌تاپ ممکن است به زیر صفر برسند.[۳] گیاهانی که در مکان‌های باز در بالای کوه رشد می‌کنند نیز بادهای بسیار شدیدی را تجربه می‌کنند.[۳] اگرچه گیاه‌پارچ والا نیز از دورمن‌تاپ ثبت شده است، هیچ دورگه طبیعی شامل گیاه‌پارچ لامی تا به امروز یافت نشده است. اندازه و پراکنش جمعیت‌های طبیعی گیاه‌پارچ لامی به‌طور ناقص شناخته شده است و ارزیابی وضعیت حفاظتی گونه را دشوار می‌کند. با این حال، جمعیت‌های یافت شده در نزدیکی تمباگاپورا در حال حاضر به دلیل کنترل شدید دسترسی و توسعه موجود در منطقه، امن هستند. سایر جمعیت‌های شناخته شده گیاه‌پارچ لامی همگی در نقاط دورافتاده پاپوآ واقع شده‌اند و بسیاری از آنها طی دهه‌ها تماس انسانی را ندیده‌اند. استوارت مک‌فرسون می‌نویسد که گیاه‌پارچ لامی «ممکن است در بسیاری از قله‌های مرتفع پاپوآ مرکزی پیش‌بینی شود و بر این اساس این گونه ممکن است پراکنش گسترده‌تری نسبت به آنچه در حال حاضر وجود دارد داشته باشد».

## گونه‌های مرتبط
گیاه‌پارچ لامی از نظر ریخت‌شناسی کاملاً متمایز از سایر گیاه‌پارچ‌های گینه نو است و بنابراین به راحتی در طبیعت شناسایی می‌شود. پارچ‌های آن تا حدودی یادآور پارچ‌های گیاه‌پارچ ماراد و شکل غول‌پیکر گیاه‌پارچ شاخک‌دار هستند، اما هر دوی این آرایه به بورنئو محدود می‌شوند. علاوه بر این، اگرچه مشابه تله‌های گیاه‌پارچ لامی از این جهت متفاوت هستند که بر خلاف دهان پارچ، گرد دارند و نمونه‌های بالغ هرگز رشته‌هایی در سطح بالایی درپوش ندارند. علاوه بر این، پارچ‌های پایینی در گیاه‌پارچ لامی بیضی تا استوانه‌ای شکل هستند و دارای دهانه وسیع‌تری هستند. اگرچه گیاه‌پارچ لامی مدت‌ها با گیاه‌پارچ وایلاردی اشتباه گرفته می‌شود، اما گیاه‌پارچ لامی را می‌توان بر اساس چندین تفاوت پایدار از آن گونه متمایز کرد. گیاه‌پارچ لامی تقریباً به‌طور کامل فاقد یک ایندومنتیوم در قسمت‌های بالغ است، در حالی که گیاه‌پارچ وایلاردی دارای پوششی پراکنده تا متراکم از موهای سفید به طول حدود ۱ میلی‌متر است. علاوه بر این، دنده‌های دهانه گیاه‌پارچ لامی معمولاً با فاصله ۰٫۳ تا ۰٫۴ میلی‌متر از یکدیگر در مقابل ۰٫۲۰٫۲ تا ۰٫۳ میلی‌متر در گیاه‌پارچ لامی قرار دارند. تراکم غدد شهد در سطح زیرین دریچه نیز در گیاه‌پارچ لامی بسیار بیشتر است (۱۵۰۰ تا ۲۰۰۰ در مقابل ۷۵ تا ۱۰۰).